# 宇佐美康広
宇佐美 康広（うさみ やすひろ、1975年12月18日 - ）は、北海道枝幸郡歌登町（現：枝幸町）出身の元プロ野球選手（内野手）、野球指導者。野球用品専門店「ロクハチ野球工房」店主。

## 来歴・人物
歌登町（現：枝幸町）出身。歌登中学校から稚内大谷高校に進学。
稚内大谷高3年夏には1番捕手としてチームを牽引し、昭和55年以来となる北北海道大会決勝に進出するも延長戦の末1-2で旭川大学高に敗れ、甲子園出場は果たせなかった。
当初進路は社会人野球を目指しており、王子製紙苫小牧から内定を得ていたが、ヤクルト・近鉄から調査書がきていた。
1993年のドラフト会議でヤクルトスワローズから6位で指名された。稚内の高校生としては初のプロ入りであり、日本最北端のプロ野球選手として注目される。
入団当時は捕手だったが当時のヤクルトでは古田敦也が台頭しており、2年目には内野手との兼任を始めた。3年目に同じ道北（留萌市）出身の若松勉が二軍監督に就任すると、内野手への転向やスイッチヒッターの挑戦を進められ、一軍昇格を狙う。
1998年にはファーム日本一に貢献するなどしたが、目立った成績を残せず結局一軍に出場したのは1999年だけだった。
2000年を最後に現役を引退した。
引退後は広告代理店やフリーターを経て、株式会社セレコーポレーションに14年間勤務。会社勤務の傍ら、メンタル心理カウンセラーやスポーツフードアドバイザーなどといった資格を取得し、2015年には学生指導資格を回復。
2016年12月14日、ファーム時代の拠点である戸田市に野球用品専門店「ロクハチ野球工房」を開業。同店を経営する傍ら、現在は社会人硬式野球クラブチーム・BBCスカイホークス（現：GXAスカイホークス）の野手総合コーチを務めている。
2002年1月17日放送のフジテレビ系クイズ番組・クイズ$ミリオネアに「古田に敗れた男」として出演し、見事100万円獲得した。

## 選手としての特徴
アマチュア時代は中学3年時に162cmと小兵ながら、俊足巧打タイプとして成長した。また、強肩捕手としても博した。本人によると前述の北北海道大会決勝戦における「無死1・3塁サヨナラ機での二盗に対して三塁走者を警戒する」のようなケースを除いては、高校時代には盗塁を許していないという。
ヤクルトの担当スカウトには、飯田哲也のように脚・肩を活かしたコンバートを提案されたという。

## 詳細情報

### 年度別打撃成績
| 年 度     | 球 団     | 試 合 | 打 席 | 打 数 | 得 点 | 安 打 | 二 塁 打 | 三 塁 打 | 本 塁 打 | 塁 打 | 打 点 | 盗 塁 | 盗 塁 死 | 犠 打 | 犠 飛 | 四 球 | 敬 遠 | 死 球 | 三 振 | 併 殺 打 | 打 率 | 出 塁 率 | 長 打 率 | O P S |
| --------- | --------- | ----- | ----- | ----- | ----- | ----- | -------- | -------- | -------- | ----- | ----- | ----- | -------- | ----- | ----- | ----- | ----- | ----- | ----- | -------- | ----- | -------- | -------- | ----- |
| 1999      | ヤクルト  | 15    | 20    | 19    | 4     | 2     | 0        | 0        | 0        | 2     | 0     | 0     | 0        | 0     | 0     | 1     | 0     | 0     | 5     | 2        | .105  | .150     | .105     | .255  |
| 通算：1年 | 通算：1年 | 15    | 20    | 19    | 4     | 2     | 0        | 0        | 0        | 2     | 0     | 0     | 0        | 0     | 0     | 1     | 0     | 0     | 5     | 2        | .105  | .150     | .105     | .255  |

### 記録
- 初出場：1999年6月9日、対横浜ベイスターズ11回戦（横浜スタジアム）、6回裏に城石憲之に代わり二塁手として出場
- 初安打：1999年6月11日、対広島東洋カープ10回戦（広島市民球場）、9回表に城石憲之の代打として出場、澤崎俊和から左前安打
- 初先発出場：1999年6月12日、対広島東洋カープ11回戦（広島市民球場）、8番・二塁手として先発出場

### 背番号
- 68 （1994年 - 2000年）